# Conrad Bain
Conrad Stafford Bain (Lethbridge, Alberta, 4 de febrero de 1923-Livermore, California, 14 de enero de 2013) fue un actor canadoestadounidense.

## Biografía
Bain nació en Lethbridge, Alberta, hijo de Jean Agnes (de soltera Young) y Harrison Stafford Bain, que era un mayorista. Bain estudió en la Banff School of Fine Arts antes de servir en el Ejército canadiense durante la Segunda Guerra Mundial. A continuación, estudió en Nueva York en la American Academy of Dramatic Arts, donde sus compañeros de clase incluyeron al actor Charles Durning y al comediante Don Rickles, quien se convirtió en un ciudadano naturalizado de los Estados Unidos en 1946, luego se graduó en 1948.
Bain tuvo tres hijos y una hija con Monica Sloan, y estuvo casado con ella desde 1945 hasta la muerte de esta en 2009. Tiene un hermano gemelo idéntico llamado Bonar Bain, quien también es actor, que una vez actuó como su gemelo malvado en ficción (Hank Bain) en un episodio de SCTV.

### Carrera
A principios de los años setenta, Bain apareció en Nueva York, en películas como Lovers and Other Strangers y Bananas (de Woody Allen) antes de alcanzar el reconocimiento nacional por su trabajo en la televisión. Es más conocido por sus papeles televisivos como el doctor Arthur Harmon en Maude (1972-78) y Phillip Drummond en Diff'rent Strokes (1978-86), el padre adoptivo de los hermanos Jackson, Arnold y Willis (Gary Coleman y Todd Bridges).

## Fallecimiento
Bain falleció el 14 de enero de 2013 a los 89 años de edad debido a causas naturales en su casa en California.

## Filmografía
- The Edge of Night (1956)
- Studio One (1956)
- The Defenders (1961), serie de televisión
- The Trials of O'Brien (1965)
- Dark Shadows (1966-1968), serie de televisión
- N.Y.P.D. (1967)
- The Borgia Stick (1967)
- Coogan's Bluff (1968)
- Star! (1968) (no figura en créditos)
- A Lovely Way to Die (1968)
- Madigan (1968)
- Last Summer (1969) (no figura en créditos)
- I Never Sang for My Father (1970)
- Lovers and Other Strangers (1970) (no figura en créditos)
- Who Killed Mary What's 'Er Name? (1971)
- The Anderson Tapes (1971)
- Bananas (1971)
- Men of Crisis: The Harvey Wallinger Story (1971)
- Jump (1971)
- Up the Sandbox (1972)
- A Fan's Notes (1972)
- Maude (1972-1976), serie de televisión
- Twigs (1975)
- Grandpa Goes to Washington (1978)
- The Love Boat (1978-1985), serie de televisión
- Diff'rent Strokes (1978-1986), serie de televisión
- C.H.O.M.P.S. (1979)
- The Facts of Life (1979)
- A Pleasure Doing Business (1979)
- Child Bride of Short Creek (1981)
- Mr. President (1987)
- Postcards from the Edge (1990)
- The Fresh Prince of Bel-Air (1996), serie de televisión